# Liste der Kulturgüter in Regensdorf
Die Liste der Kulturgüter in Regensdorf enthält alle Objekte in der Gemeinde Regensdorf im Kanton Zürich, die gemäss der Haager Konvention zum Schutz von Kulturgut bei bewaffneten Konflikten, dem Bundesgesetz vom 20. Juni 2014 über den Schutz der Kulturgüter bei bewaffneten Konflikten sowie der Verordnung vom 29. Oktober 2014 über den Schutz der Kulturgüter bei bewaffneten Konflikten unter Schutz stehen.
Objekte der Kategorien A und B sind vollständig in der Liste enthalten, Objekte der Kategorie C fehlen zurzeit (Stand: 1. Januar 2023). Unter übrige Baudenkmäler sind weitere geschützte Objekte zu finden, die im Verzeichnis der Objekte von überkommunaler Bedeutung der kantonalen Denkmalpflege zu finden und nicht bereits in der Liste der Kulturgüter enthalten sind.

## Kulturgüter
| Foto |                                                                          | Objekt | Kat. | Typ | Standort                          | Beschreibung                                                             |
| ---- | ------------------------------------------------------------------------ | --- | ---- | --- | --------------------------------- | ------------------------------------------------------------------------ |
| ja   | Datei hochladen · Wikidata zu Obere Kirche (Q29574177)                   | Obere Kirche KGS-Nr.: 09733 | A    | G   | Mühlestrasse 24.3 677303 / 253698 |                                                                          |
| ja   | Datei hochladen · Wikidata zu Sander Speicher (Q29574181)                | Speicher KGS-Nr.: 10084 | A    | G   | Watt, Im Sand 5.1 678470 / 255048 |                                                                          |
| ja   | Datei hochladen · Wikidata zu Ruine Alt-Regensberg (Q2175174)            | Altburg / Alt-Regensberg, mittelalterliche Burgruine KGS-Nr.: 07607                                                              | B    | F   | 678720 / 253610                   |                                                                          |
| ja   | Datei hochladen · Wikidata zu Seeufersiedlung (Q29933016)                | Oberer Katzensee, mesolithische Fundstelle KGS-Nr.: 14826                                                                        | B    | F   | 680061 / 254100                   | Objekt liegt zum Teil auf dem Gemeindegebiet von Zürich (KGS-Nr. 12743). |
| ja   | Datei hochladen · Wikidata zu Reformierte Kirche Regensdorf (Q114648667) | Reformierte Kirche KGS-Nr.: 16604                                                                                                | B    | G   | Watterstrasse 23 677479 / 253825  |                                                                          |
| ja   | Datei hochladen                                                          | Gubrist / Geissberg, eisenzeitliche Gräber / römische Siedlung mit Gräbern und Strasse / mittelalterliche Strasse KGS-Nr.: 16906 | B    | F   | 678510 / 253240                   |                                                                          |

## Übrige Baudenkmäler
| ID          | Foto |                 | Objekt                                                 | Kat.   | Typ | Standort                                          | Beschreibung |
| ----------- | ---- | --------------- | ------------------------------------------------------ | ------ | --- | ------------------------------------------------- | ------------ |
| 09600009    | ja   | Datei hochladen | Untervogthaus / Werkleutehaus                          | B reg. | G   | Burghofstrasse 35–37 678657 / 253642              |              |
| 09600069    |      | Datei hochladen | Hof Rümlangerstrasse, Brunnen                          | B reg. | G   | Watt, bei Rümlangerstrasse 69 678950 / 255114     |              |
| 09600070    |      | Datei hochladen | Hof Rümlangerstrasse, Stallscheune                     | B reg. | G   | Watt, bei Rümlangerstrasse 69 678970 / 255136     |              |
| 09600071    |      | Datei hochladen | Hof Rümlangerstrasse, Speicher                         | B reg. | G   | Watt, Rümlangerstrasse 69 678983 / 255115         |              |
| 096BEI00071 |      | Datei hochladen | Hof Rümlangerstrasse, Wohnhaus mit Schopf              | B reg. | G   | Watt, bei Rümlangerstrasse 69 678970 / 255115     |              |
| 09600134    | ja   | Datei hochladen | Zum Spital, ehemaliger Meierhof des Grossmünsterstifts | B reg. | G   | Watt, Unterdorfstrasse 19 678533 / 255229         |              |
| 09600135    | ja   | Datei hochladen | Speicher                                               | B reg. | G   | Watt, bei Unterdorfstrasse 19 678519 / 255202     |              |
| 09600147    | ja   | Datei hochladen | Speicher                                               | C      | G   | Watt, bei Unterdorfstrasse 19 678546 / 255253     |              |
| 09600170    |      | Datei hochladen | Hof Wehntalerstrasse, Speicher                         | B reg. | G   | Adlikon, bei Wehntalerstrasse 258 677499 / 255583 |              |
| 09600223    |      | Datei hochladen | Hof Wehntalerstrasse, Waschhaus                        | B reg. | G   | Adlikon, Wehntalerstrasse 258 677485 / 255599     |              |
| 09600384    | ja   | Datei hochladen | Mühle Regensdorf, Mühlengebäude mit Scheune            | B reg. | G   | Mühlestrasse 43 677319 / 253627                   |              |
| 09600379    | ja   | Datei hochladen | Ehemaliger Zehnten-/Mühlespeicher, Gemeindemuseum      | C      | G   | Mühlestrasse 22 677328 / 253729                   |              |
| 09600380    | ja   | Datei hochladen | Ehemaliges Pfarrhaus, reformiertes Kirchgemeindehaus   | C      | G   | Mühlestrasse 24 677310 / 253715                   |              |

Legende: Im Wesentlichen siehe Legende der Liste der Kulturgüter von nationaler und regionaler Bedeutung, mit folgenden Ausnahmen:
- Anstelle der KGS-Nummer wird als Objekt-Identifikator (ID) die Inventarnummer im Verzeichnis der Objekte von überkommunaler Bedeutung des kantonalen Denkmalschutzamtes verwendet.
- Bei den Kategorien wird wie folgt unterschieden: B kant. = Objekt von kantonaler Bedeutung (Kanton Zürich); B reg. = Objekt von regionaler Bedeutung (Kanton Zürich).